# Джон Міршаймер
Джон Джозеф Міршаймер (англ. John Joseph Mearsheimer) (народився в грудні 1947 року, Бруклін, Нью-Йорк, Сполучені Штати) — американський політолог, професор Чиказького університету, спеціаліст з міжнародних відносин, автор теорії Наступального реалізму та дослідження про вплив ізраїльського лобі в Сполучених Штатах на зовнішню політику країни. Внесений до чорного списку Центру протидії дезінформації.

## Біографія
Джон Міршаймер народився в грудні 1947 року в Брукліні, Нью-Йорк. Дитинство провів в Нью-Йорку і інших містах штату. В 17-річному віці пішов добровольцем в армію і після року служби поступив в престижну Військову академію США у Вест-Пойнті, де навчався з 1966 по 1970 рр. Після закінчення академії Міршаймер поступив на службу до ВВС США і одночасно продовжив навчання в Університеті Південної Каліфорнії. В 1974 році отримав ступінь магістра і пізніше ступінь доктора в Корнельському університеті. Протягом декількох років працював дослідником в Інституті Брукінгса в Вашингтоні та в Гарвардському Університеті, де спеціалізувався на міжнародних відносинах.
З 1982 року працює на факультеті політології Чиказького Університету, де завідує відділом міжнародних відносин. Він також є автором низки праць по теорії міжнародних відносин, і зокрема неореалізму, яку визначає як намагання держави здобути гегемонію на світовій арені.

## Ранні роки
Міршаймер народився в грудні 1947 року в Брукліні, Нью-Йорк. Він жив в Нью-Йорку до восьми років, пізніше його батьки переїхали в селище Кротон-на-Гудзоні, штат Нью-Йорк, розташоване в графстві Вестчестер вісім. Коли йому було 17, Міршаймер пішов на службу в армію США. Після одного року служби рядовим військовим, він вирішив вступити до Військової академії США у Вест-Пойнті. Він перебував у Вест-Пойнті з 1966 по 1970 році. Після закінчення навчання він служив п'ять років офіцером ВПС США.
У 1974 році, під час служби в ВВС, Міршаймер отримав ступінь магістра в галузі міжнародних відносин Університету Південної Каліфорнії. Згодом він вступив до Корнельский університету, а в 1980 році отримав ступінь доктора філософії в уряді, зокрема, в міжнародних відносинах. З 1978 по 1979 рік він був науковим співробітником в Інституті Брукінгса у Вашингтоні, D.C.; з 1980 по 1982 рік, він був пост-докторський науковий співробітник Центру Гарвардського університету з міжнародних справ. Протягом 1998—1999 навчального року, він був членом Ради з міжнародних відносин в Нью-Йорку у Фонді Вітні Х. Шепердсона. 

## Праці
Джон Міршаймер вважається основоположником теорії «наступального реалізму» (Offensive Realism), в якій він стверджує, що держави рідко задовольняються рівнем впливу на світовій арені і завжди намагатимуться отримати превагу над іншими для досягнення повної безпеки. В іншій теорії «звичайного стримування» (Conventional Deterrence) він стверджував, що рівень безпеки держави залежить від того, наскільки вона здатна переконати потенційних супротивників в своїй міцності.
У своїй праці 1993 року стосовно ядерного статусу України він зокрема стверджував, що ядерний арсенал України і Німеччини міг би гарантувати більш стабільний мир у світі, оскільки був би фактором стримування в Європі. Міршаймер також виступав з гострою критикою війни США в Іраку і плану урегулювання в колишній Югославії. Його найвідомішою працею у співавторстві з Стівеном Волтом стало дослідження «Ізраїльське лобі і зовнішня політика США», в якому автори стверджували, що занадто впливове ізраїльське лобі в США спрямовує зовнішню політику країни не в інтересах Америки.

## Університет Чикаго
З 1982 року Міршаймер працював на кафедрі політології в університеті Чикаго. Він став ад'юнкт-професором в 1984 році та професором в 1987 році, і був призначений Р. Уенделл Харрісон, як заслужений професор в 1996 р. З 1989 по 1992 рік він займав посаду голови відділу. Він також займає посаду члена факультету в Комітеті з міжнародних відносин випускників програми, і співдиректора програми з міжнародної політики безпеки.
Міршаймер виграв кілька нагород під час навчання. Він отримав премію Кларка за видатні викладання, коли він був аспірантом в Корнельському університеті в 1977 році, і він одержавпремію Quantrell за видатні досягнення в Університеті Чикаго в 1985 р. Крім того, він був обраний членом "Фі Бета Каппа Scholar" за 1993—1994 навчальний рік. На цій посаді він здійснив серію виступів у восьми коледжах і університетах. У 2003 році він був обраний членом Американської академії мистецтв і наук.

## Звичайні залякування (1983) (Conventional Deterrence)
В першій книзі Міршаймера Звичайні Стримування (1983) (Conventional Deterrence) розглядається питання про те, яким чином рішення про початок війни в залежності від передбачуваного результату військового конфлікту. Іншими словами, як переконання осіб, які приймають рішення про результати війни впливають на успіх чи невдачу. Основний аргумент Міршаймера є те, що стримування може працювати, коли потенційний зловмисник вважає, що успішна атака буде малоймовірним і дорогою. Якщо потенційний зловмисник, однак, є підстави вважати, що напад, швидше за все, домогтися успіху і тягнуть за собою низькі витрати, то залякування може зламатися. Це в даний час широко визнано, як принцип стримування робіт. Зокрема, Міршаймер стверджує, що успіх стримування визначається стратегією, доступною для потенційного зловмисника. Він виймає три стратегії. По-перше, війни через виснаження стратегії, що тягне за собою високий рівень невизначеності щодо результату війни і високих витрат на нападника. По-друге, стратегія з обмеженою мети, яка тягне за собою менше ризиків і знизити витрати. І, по-третє, стратегія бліцкригу, яка забезпечує спосіб перемогти ворога швидко і рішуче, з відносно низькими витратами. Для Міршеймер, невдачі в сучасному полі бою обумовлені в основному переконання потенційного атакуючого, що він може успішно реалізувати стратегію бліцкригу, в якій танки та інші механізовані сили зайнята швидко здійснити глибоке проникнення і зруйнувати тил противника. Решта дві стратегії навряд чи приведуть до збоїв стримування, тому що спричинило б за собою низьку ймовірність успіху супроводжується високими витратами (війна на виснаження) або обмежені вигоди і можливості конфлікту перетворюється на війну на виснаження (обмежені цілі). Якщо атакуючий має послідовну стратегію бліцкригу доступною, проте, атака, швидше за все, піде, так як його потенційні вигоди переважують витрати і ризики, пов'язані з початком війни.
Крім того, аналізуючи випадки з часів Другої світової війни і арабо-ізраїльського конфлікту, Міршаймер екстраполюють наслідки від його теорії для перспектив традиційного стримування в Центральній Європі в кінці холодної війни. Тут він стверджує, що радянська атака навряд чи тому, що Радянські військові не зможуть успішно реалізувати стратегію бліцкригу. Баланс сил, труднощі швидко висуватися з механізованими силами через Центральну Європу, і грізні сили НАТО протистоять таке радянський напад зробили малоймовірним, з огляду на Міршаймер, що Поради почати звичайну війну в Європі.

## Розповсюдження ядерної зброї і ядерне стримування
У 1990 році Міршаймер опублікував статтю, де він передбачив, що Європа повернеться до багатополярної середовищі, аналогічної в першій половині двадцятого століття, якщо американські та радянські війська залишили після закінчення холодної війни. В іншій статті в тому ж році, в Atlantic, він передбачив, що ця багатополярний середу призведе до збільшення поширення ядерної зброї в Європі, особливо в Німеччині.
У цій статті і в статті 1993 закордонних справ «Аргументи на користь українського ядерного стримування», він стверджував, що для зменшення небезпеки війни, Сполучені Штати повинні заохочувати Німеччину і Україну розвивати ядерний арсенал, працюючи в запобігти виникненню гіпер-націоналізму. Мірсхаймер представив кілька можливих сценаріїв для після закінчення холодної війни Європи, з якої пішла американських і російських військ. Він вважав, що Європа з розповсюдженням ядерної зброї, швидше за все, залишиться в світі, тому що без ядерного стримування Німеччини буде, швидше за все, ще раз спробувати завоювати континент (див сторінки 32-33). Мірсхаймер стверджував, що це було б стратегічно нерозумно для України відмовитися від свого ядерного арсеналу (залишки радянського запасу). Проте, в 1994 році Україна погодилася позбутися всього свого колишнього радянського ядерного арсеналу, процесу, який був завершений до 1996 року Коли виклик на колишньому затвердження на лекцію в міжнародних політиків департамент в університеті Уельсу в Аберістуїте, він стверджував, що, незважаючи на європейську інтеграцію і розширення, він все ще вірив, що його передбачення збудуться, якщо збройні сили Сполучених Штатів покинули Європу.
Крім того, в публіцистичних творах, написаних в 1998 і 2000 рік для The New York Times, Міршаймер підтримав рішення Індії про придбання ядерної зброї. На підтримку цієї позиції, він стверджував, що Індія має гарні стратегічні причини хочуть ядерного стримування, особливо для того, щоб збалансувати проти Китаю і Пакистану, гарантуючи стабільність в регіоні. Він також піддав критиці політику контррозповсюдження США по відношенню до Індії, яку він вважав нереальним і шкідливим для інтересів США в регіоні.

## Наступальний неореалізм
Міршаймер є провідним прихильником наступального неореалізму. Це структурна теорія, яка, на відміну від класичного реалізму Ганса Моргентау, ставить основний акцент на конкуренції безпеки серед великих держав в анархії міжнародної системи, і головним чином не на людську природу державних діячів і дипломатів. На відміну від іншої структурної теорії реалістичної, оборонний неореалізм Кеннет Уолц, образливий неореалізм стверджує, що держави не задоволені дана величиною потужності, але прагнути до гегемонії в цілях безпеки, так як анархічний складу міжнародної системи створює сильні стимули для держав шукати можливості отримати владу за рахунок конкурентів. Міршаймер підсумовується цю точку зору в своїй книзі 2001 Трагедія великої держави Політика: З огляду на складність визначення, скільки енергії вистачить на сьогодні і завтра, великі держави визнають, що найкращий спосіб забезпечити їх безпеку є досягнення гегемонії в даний час, що виключає будь-яку можливість виклику на інший великої держави. Тільки помилкова держава упустити можливість бути гегемоном в системі, тому що думав, що це вже було достатньо влади, щоб вижити.
Він також відкинув теорію демократичного світу, який стверджує, що демократії ніколи або рідко йдуть на війну один з одним.
Мірщаймер не вважає, що це можливо для держави, щоб стати світовим гегемоном, тому що є дуже багато суші і занадто багато океанів, які він постулює мати ефективні гальмівне зусилля і діяти як гігантські рови. Замість цього він вважає, що держави можуть досягти тільки регіональної гегемонії. Крім того, він стверджує, що держави намагаються перешкодити іншим державам стати регіональним гегемонів, оскільки конкуренти однолітків може втручатися в справи держав. Держави, які досягли регіональної гегемонії, такі як США, будуть виступати як морські балансири, втручаючись в інших регіонах тільки тоді, коли великі держави в цих регіонах не в змозі запобігти виникненню гегемона. У промові 2004 Мірщаймер похвалив британський історик Е. Карр за 1939 книг двадцятирічної кризи і стверджував, що Карр був прав, коли стверджував, що міжнародні відносини були боротьба всіх проти всіх з державою завжди розміщуючи свої інтереси в першу чергу. Міршаймер стверджував, що точки Карра були всі так само актуальні в 2004 році, як і для 1939 і продовжував оплакувати те, що він стверджував, було засилля «ідеаліста» думає про міжнародні відносини між британською академічного життя.

## Війна в перській затоці
У січні і початку лютого 1991 року Міршаймер опублікував дві статті в Chicago Tribune і New York Times стверджує, що війна за звільнення Кувейту від іракських сил має бути швидким і привести до вирішальної перемоги США, з менш ніж 1000 американських жертв. Ця точка зору протистояла загальноприйняту на початку війни, що передбачений конфлікт тривалістю протягом декількох місяців і вартістю тисячі американських життів. Аргумент Міршаймера був заснований на декількох точках. По-перше, іракська армія третього світу військові, не готові боротися мобільних броньованих битв. По-друге, американські танкові сили були краще підготовлені і навчені. По-третє, США артилерія також була набагато краще, ніж його іракським колегою. По-четверте, США Airpower, звільнений від слабкої іракської військово-повітряних сил, має привести до руйнівних проти іракських сухопутних сил. По-п'яте, і, нарешті, вперед розгортання іракських резервів поганою ознакою для їх здатності протистояти спробам проникнути в іракську лінію оборони вздовж саудівської-кувейтського кордону США. Ці передбачення збулися в ході війни.

## Суперечка Ноель-Нойман
У жовтні 1991 року Міршаймер був втягнутий в запеклу полеміку в університеті Чикаго щодо Ноель-Нойман, запрошеного професорв з Німеччини. Ноель-Нойман був видатним німецьким соціологом і провідним дослідником з вивчення громадської думки, автором високо оціненої книги «Спіраль мовчання». В ході дискусії за статтею, написаної Лео Богарт під назвою «Поллстер і нацисти», він охарактеризував минулу працю Ноель-Неймана як письменника і редактора для нацистської газети Рейх, від 1940—1942. не відповідь Ноель-Нейман до статті був стверджувати, "тексти, написаних в умовах диктатури більше 50 років тому, не можуть бути прочитані як вони були в 1937 році, 1939 або 1941. відділений від часу і місця, де вони були написані, вони більше не реальний, насправді частково на основі місця і часу. "
Як повідомив голова політичного відділу науки Чикаго в той час, Міршаймер сів з Ноель-Нойман, щоб обговорити статтю і затвердження. Після зустрічі з нею протягом трьох годин, Міршаймер публічно заявив: «Я вважаю, що Ноель-Нойман був антисемітом», і він очолив кампанію з проханням її вибаченнями. Він приєднався до іншої Чиказький університет факультету в письмовій формі спільне твір для журналу Commentary, який відреагував на відповідь Ноель-Нойманн на звинувачення проти неї. Вони оголосили, «надаючи риторичну підтримку виключення євреїв, її слова допомогли зробити несолідно авторитетним, непристойну пристойне, нецивілізовані цивілізоване, і немислиме мислимо.»  Міршаймер сказав: «Знаючи, що ми тепер знаємо про Голокост, немає ніяких підстав для неї не вибачитися. просити когось, хто грав роль, сприяючи в найбільшому злочині 20-го століття, щоб сказати: „Я жалкую“ не є необгрунтованим».

## Ізраїльське лобі
У березні 2006 року, Міршаймер та Стівен Уолт, колишній декан та професор міжнародних відносин у Гарвардській школі Кеннеді, опублікували робочий документ, а також статтю в Лондонському Книжковому Огляді, які обговорюють сили ізраїльського лобі в формуванні зовнішньої політики Сполучених Штатів. Вони визначають лобі Ізраїлю як «коаліцію людей та організацій, які активно працюють, щоб направити зовнішню політику США в проізраїльському напрямку». Вони підкреслюють, що це лобі не правильно називати «єврейське лобі», тому що не всі євреї відчувають сильну прихильність до Ізраїлю і тому, що деякі з окремих осіб та груп, які працюють, щоб сприяти підтримці США для Ізраїлю не є євреями; за словами Міршаймера та Уолта, християнські сіоністи також відіграють важливу роль. Додатково, вони підкреслюють, що це лобі не працює у змові, а просто є потужною групою зі спільними інтересами, як Національна Стрілецька Асоціація або фермерське лобі. Їх основний аргумент полягає в тому, що тиск який створюють ці лобістські групи не входить в національні інтереси ані Сполучених Штатів, ані самого Ізраїлю. Ця публікація викликала широке висвітлення в ЗМІ та призвела до великої кількості палких суперечок між прихильниками та противниками їх аргументації. Стаття згодом була перетворена в книгу під назвою Ізраїльське лобі та зовнішня політика США.

### Заяви про ізраїльські війни та палестинську державу
Міршаймер критикував війну Ізраїлю проти Лівану влітку 2006 р. Він стверджував, що стратегія Ізраїлю була «приречена на провал», тому що вона була заснована на «помилкових припущеннях», що ізраїльська авіація зможе перемогти Хізбаллу, яка була в основному партизанською силою. Війна, на його думку, була катастрофою для ліванського народу, а також «серйозним регресом» для Сполучених Штатів та Ізраїлю.  Ізраїльське лобі, сказав він, зіграло ключову роль в забезпеченні контрпродуктивної відповіді Ізраїля на ті події шляхом впливу на оцінку тих подій в середині США.
Мірсхаймер також критикував Ізраїль за операцію в секторі Газа, яка почалася в грудні 2008 р. Він стверджував, що ця операція не зможе позбавити ХАМАС можливості атакувати Ізраїль ракетами, і що вона не призведе до припинення ХАМАСом боротьби з Ізраїлем. Він також стверджував, що відносини між Ізраїлем та палестинцями, ймовірно, погіршиться в найближчі роки.
Мірсхаймер підкреслює, що єдина можливість для Ізраїлю припинити конфлікт з палестинцями, це покласти край окупації та дозволити палестинцям мати свою власну державу в секторі Газа та на Західному Березі. В іншому випадку, Ізраїль перетвориться на «державу апартеїду». Це було б катастрофічним результатом не тільки для Ізраїлю, але й для Сполучених Штатів та особливо для палестинців.
Критичні висловлювання Міршаймера щодо Ізраїлю також стосуються володіння останнім ядерною зброєю. У 2010 році в коментарях які він дав у Міжнародному Музеї Шпигунства у Вашингтоні, Міршаймер наполягав, що ядерний Ізраїль суперечить інтересам США та поставив під сумнів відповідальність Ізраїля в цьому питанні, заявивши, що Ізраїль ніколи нізащо не відповідав, додавши що Ізраїльтяни можуть робити будь-що і їм це зійде з рук.

### «Майбутнє Палестини»
У квітні 2010 року Міршаймер виступив з лекцією в Палестинському центрі у Вашингтоні, округ Колумбія, яку він назвав «Майбутнє Палестини: Праведні євреї проти Нових Африканерів.» Він стверджував, що «дві держави» тепер є нічим більшим ніж ілюзія, тому що Ізраїль приєднає Газу та Західний Берег як території «Великого Ізраїлю», та остаточно перетвориться на режим апартеїду. Цей режим, відповідно до Міршаймера, не буде політично життєздатним, тому що більшість американських євреїв не буде його підтримувати, та в підсумку стане демократичною державою двох етносів, у якій буде домінувати палестинська більшість. Він припустив, що «американські євреї, які глибоко піклуються про Ізраїль» можна розділити на три категорії: «нові африканери», які будуть підтримувати Ізраїль, навіть якщо це держава апартеїду, «праведні євреї», які вважають, що індивідуальні права є універсальними, та в рівній мірі відноситься до євреїв та палестинців, та на найбільшу групу, які він назвав «велика середина яка не визначилась до кінця». Він приходить до висновку, що більша частина «великої середини яка не визначилась до кінця» не захищатиме апартеїд, тому що «американські євреї є одними з найвідданіших захисників традиційних ліберальних цінностей», в результаті «нові африканери» ставатимуть все більш маргінальним упродовж довгого часу. Міршаймер заявив, що він «класифікує більшість осіб, які очолюють основні організації ізраїльського лобі як нових африканерів». До останніх він відніс наступних осіб: Авраам Фоксман (Anti-Defamation League), Девід Харріс з Американського єврейського комітету, Малколм Хоенлей з конференції президентів найбільших американських єврейських організацій, Роналд Лодер Всесвітнього єврейського конгресу, Мортон Клейн сіоністської організації Америки, а також бізнесменів, таких як Шелдон Адельсон, Лестер Краун, та Мортімер Цукерман та людей які працюють у ЗМІ, як Фред Хайятт, Чарльз Краутхаммер, Брет Стівенс та Мартін Перетц.

## Підйом і стримування Китаю
Міршаймер стверджує, що підйом Китаю не буде мирним, і що США будуть прагнути стримувати Китай і запобігти його досягнення регіональної гегемонії. Він вважає, що Китай буде намагатися домінувати в Азіатсько-Тихоокеанський регіон подібно до того, як він стверджує, встановлені на США, щоб домінувати в західній півкулі. Мотивація для цього було б отримати позицію переважної безпеки і переваги щодо своїх сусідів, які він бачить як потенційних претендентів на його статус. Крім того, він стверджує, що США буде намагатися сформувати балансування коаліцію, що складається в основному з Індії, Японії, на Філіппінах, в Південній Кореї, В'єтнамі та Індонезії по боротьбі зі зростаючими можливостями сили і проєкції сили Китаю. Він вказує на підвищення спілок та утеплення США-В'єтнам і США-Індія відносини як доказ цього.
Міршаймер стверджує, що Австралія повинна бути пов'язана з аккрецией Китаю влади, тому що це призведе до жорсткої конкуренції в галузі безпеки між Китаєм і США, що призведе до дестабілізації регіону. Він також стверджує, що Китай реалізує в військовому агресивну філософію морського стратега США Альфред Тайер Махан, який стверджував, для контролю на море і вирішальній битві.

## Праці
- Conventional Deterrence (Ithaca: Cornell University Press, 1983) ISBN 0801415691 OCLC 9394615
- Russell Hardin, Robert E. Goodin & Gerald Dworkin (Hrsg.): Nuclear Deterrence: Ethics and Strategy. University of Chicago Press, 1985
- Liddell Hart and the Weight of History (Ithaca: Cornell University Press, 1988) ISBN 080142089X OCLC 17953067
- Трагедія великодержавної політики (New York: W. W. Norton & Co., 2001) ISBN 0393020258 OCLC 46678382
- The Israel Lobby and U.S. Foreign Policy (Farrar, Straus and Giroux, 2007) ISBN 9780374177720 OCLC 144227359, ISBN 0-374-17772-4
- Why Leaders Lie: The Truth About Lying in International Politics (Oxford University Press, 2011, 160 p.) ISBN 9780199758739 ; édition poche 2009OCLC 593639329

## Переклади праць
- İsrail Lobisi ve Amerikan Dış Politikası, 2009;
- Le lobby pro-israélien et la politique étrangère américaine, La Découverte, 2007 ISBN 978-2707152619 (John Mearsheimer et Stephen Walt (trad. N. Guilhot, L. Manceau, N. Marzouki, M. Saint-Upéry), Le lobby pro-israélien et la politique étrangère américaine [" The Israel Lobby and U.S. Foreign Policy "], Paris, La Découverte, coll. " Poche ", 2009 (1re éd. 2007), 504 p., Poche (ISBN 978-2-7071-5701-0))
- Die Israel-Lobby. Wie die amerikanische Außenpolitik beeinflusst wird. Campus-Verlag, Frankfurt/New York 2007, ISBN 3-593-38377-2
- Lüge! Vom Wert der Unwahrheit. Campus-Verlag, Frankfurt/New York 2011, ISBN 978-3-593-39469-5

## Рецензії
“États-Unis, le lobby pro-israélien: voyage autour d'un tabou» [Архівовано 9 листопада 2013 у Wayback Machine.] [archive], 4 émissions de Daniel Mermet de février 2009

### Статті
- Why the Ukraine Crisis Is the West’s Fault  Foreign Affairs 2014 вересень-жовтень [Архівовано 15 вересня 2014 у Wayback Machine.]
- Back to the Future: Instability in Europe After the Cold War. In: International Security. Vol. 15, No. 4, Sommer 1990, S. 5–56 (PDF; 5,49 MB [Архівовано 18 квітня 2017 у Wayback Machine.])
- The False Promise of International Institutions. In: International Security. Vol. 19, No. 3, Winter 1994/1995, S. 5–49 (PDF; 5,592 MB [Архівовано 20 серпня 2018 у Wayback Machine.])
- A Realist Reply. In: International Security. Vol. 20, No. 1, Sommer 1995, S. 82–93 (PDF; 1,986 MB [Архівовано 23 грудня 2018 у Wayback Machine.])
- із Stephen Van Evera: When peace means war. In: The New Republic. 18. Dezember 1995, S. 16–21 (PDF; 2,124 MB [Архівовано 9 грудня 2017 у Wayback Machine.])
- із Stephen M. Walt: Serientäter Saddam? Die Beweise der Kriegsbefürworter stechen nicht. In: Blätter für deutsche und internationale Politik. Jg. 48, Nr. 3, März 2003, S. 296—306
- Edward Braun, Theories of War and Peace, 1998 (ISBN 0-262-52252-7) -